# Lake Newell (sjö i Kanada)
Lake Newell är en sjö i Kanada.   Den ligger i provinsen Alberta, i den södra delen av landet, 2 700 km väster om huvudstaden Ottawa. Lake Newell ligger 764 meter över havet. Arean är 62 kvadratkilometer. Den sträcker sig 14,4 kilometer i nord-sydlig riktning, och 7,8 kilometer i öst-västlig riktning.
Trakten runt Lake Newell består i huvudsak av gräsmarker. Trakten runt Lake Newell är nära nog obefolkad, med mindre än två invånare per kvadratkilometer.